# Iža
Iža (em húngaro: Izsa) é um município da Eslováquia, situado no distrito de Komárno, na região de Nitra. Tem 28,02 km² de área e sua população em 2018 foi estimada em 1.693 habitantes.

## Demografia
| Ano:        | 1994 | 2004   | 2014   | 2024   |
| ----------- | ---- | ------ | ------ | ------ |
| Broj ljudi: | 1626 | 1632   | 1636   | 1797   |
| Razlika:    |      | +0,36% | +0,24% | +9,84% |

| Ano:               | 2023 | 2024   |
| ------------------ | ---- | ------ |
| Número de pessoas: | 1786 | 1797   |
| Diferença:         |      | +0,61% |